# 스리랑카 크리켓팀 습격 사건
스리랑카 크리켓팀 습격사건은 2009년 3월 3일 일어난 것으로서 스리랑카의 크리켓팀이 파키스탄의 라호르에 있는 가다피 체육관 근처에 있을 때 버스에 타고 있던 선수들을 12명의 총격자들이 습격한 사건이다. 선수들은 파키스탄 크리켓팀과 시합을 앞두고 세 번째 날 경기를 가던 중이었다. 6명의 선수들이 부상하고 6명의 파키스탄 경찰관과 2명의 시민이 숨졌다. 이는 뮌헨 올림픽 참사 이후 국가대표팀을 상대로 한 습격사건으로는 처음 발생한 것이다.
사실 크리켓팀의 원정에 대한 안전성이 파키스탄에서는 오래된 걱정거리였다. 2002년 5월 뉴질렌드 크리켓팀이 카라치 폭탄 테러 사건 이후 참가 자체를 취소했다. 오스트레일리아 팀의 경우 최근에 안전성 문제로 시합 요청을 거부했다. 스리랑카 팀은 최근 뭄바이 테러 공격으로 피해를 입은 인도 크리켓팀을 대신해 참가한 것이었다. 초청 전에 파키스탄 정부 측에서 대통령 수준과 동일한 경호 조치를 하겠다는 약속을 했었다.

## 공격

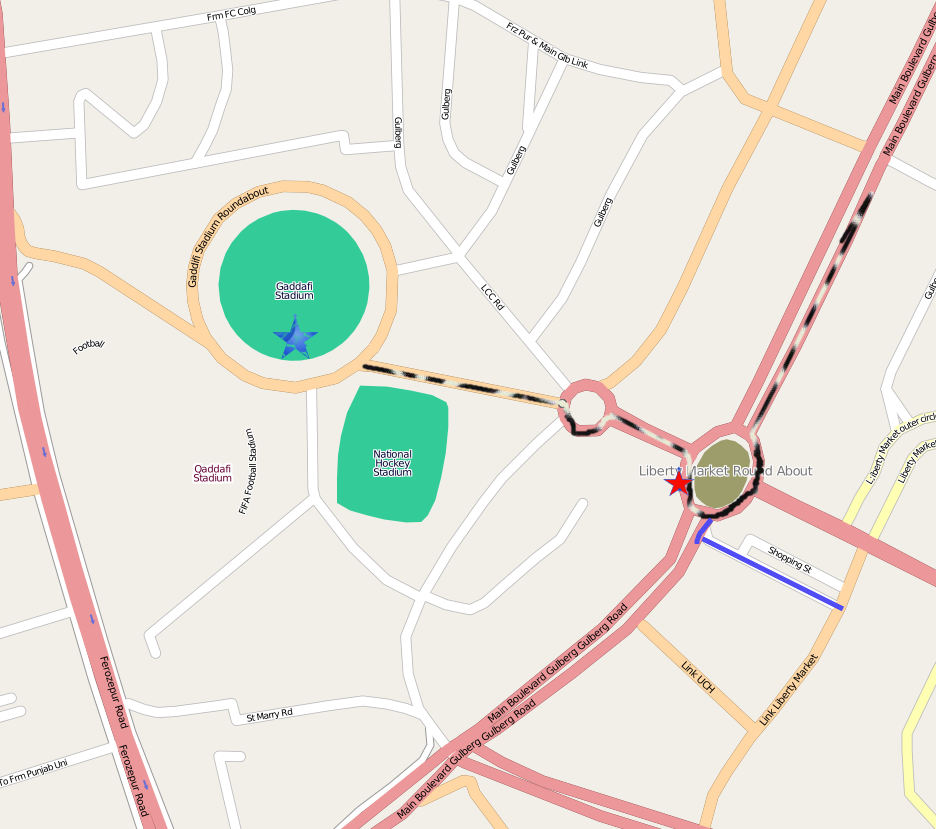
검정/회색 호송선, 대피선은 파란색

당국자의 발표에 따르면 12명의 습격자가 자유광장 인근에 숨어 있다가 가다피 체육관 앞을 지나가는 앞길을 지켜보고 있었다고 한다. 버스가 길을 지나가자 총격이 급작스레 시작했으며 버스가 집중 타겟이 됐다. 파키스탄 경찰 호위팀이 현장으로 뛰어가 총격 사건에 착수했으며 이를 저지하던 경찰관과 인근의 시민이 사망했다.
총격자들은 버스의 바퀴를 쏜 다음 몸체를 겨냥한 것으로 알려졌다. 공격자들이 버스를 쏠려다 전주를 쏘자 운전자이던 메하르 모하마드 칼리는 500m 정도 더 앞으로 운전해 체육관 인근에 다다랐다. 이에 수류탄 공격을 버스 아래쪽으로 강행했지만 버스가 지나치자 마자 터졌다. 스리랑카 팀 선수들은 공군헬리콥터의 후송을 받아 대피했다.
심판원과 조수들을 싣고 오던 미니밴도 공격을 받아 운전자가 사망했다. CCTV를 통해 총격자의 동선이 잡혔으며 무기와 큰 배낭을 메고 자유 광장 주위에서 움직였다는 사실이 공개돼 CNN이 방영했다. 뒷편으로 뛰어가 오토바이를 타고 도주한 것으로 촬영됐다. 총격자들은 아침 8시 39분(현지 시각)에 이르러 8시 46분에 도주했다. AK-47을 소지하고 있었으며 로켓식 박격포도 갖고 있었던 것으로 보인다.